# باندر سفلي (مقاطعة كلاردشت)
باندر سفلي (بالفارسية: باندر سفلی) هي قرية تقع في Kuhestan Rural District في إيران. يقدر عدد سكانها بـ 132 نسمة .